# Wolfgang Rihm

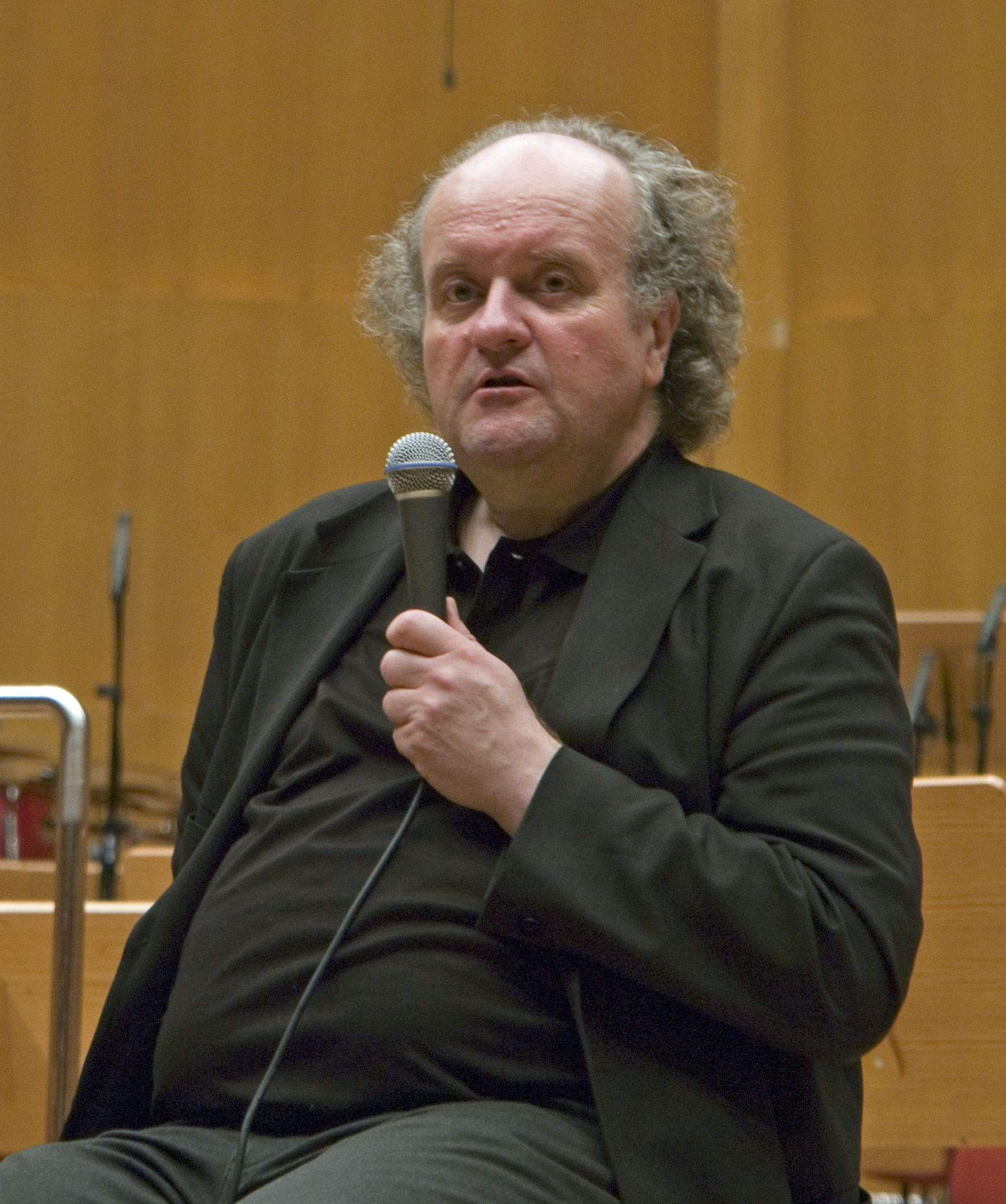
Wolfgang Rihm (2007)

Wolfgang Michael Rihm (* 13. März 1952 in Karlsruhe; † 27. Juli 2024 in Ettlingen) war ein deutscher Komponist, Musikwissenschaftler und Essayist.

## Leben
Rihm wuchs in Karlsruhe auf. Sein Vater war Buchhalter, seine Mutter Hausfrau. Angeregt durch frühe Begegnungen mit Malerei, Literatur und Musik begann er 1963 zu komponieren. Bereits während seiner Schulzeit am humanistischen Bismarck-Gymnasium studierte er von 1968 bis 1972 Komposition bei Eugen Werner Velte an der Hochschule für Musik Karlsruhe. Er beschäftigte sich mit der Musik der Zweiten Wiener Schule, instrumentierte Arnold Schönbergs Klavierstücke op. 19 und orientierte sich vorübergehend am aphoristisch-knappen Stil Anton Weberns. Weitere Kompositionslehrer von Wolfgang Rihm waren Wolfgang Fortner und Humphrey Searle. Parallel zum Abitur legte er 1972 das Staatsexamen in Komposition und Musiktheorie an der Musikhochschule ab. Es folgten Studien bei Karlheinz Stockhausen 1972/73 in Köln sowie von 1973 bis 1976 an der Hochschule für Musik Freiburg bei Klaus Huber (Komposition) und Hans Heinrich Eggebrecht (Musikwissenschaft). Erste eigene Erfahrung als Dozent sammelte Rihm 1973 bis 1978 in Karlsruhe, ab 1978 bei den Darmstädter Ferienkursen (die er seit 1970 besucht hatte) und 1981 an der Musikhochschule München. 1985 übernahm er als Nachfolger seines Lehrers Eugen Werner Velte den Lehrstuhl für Komposition an der Musikhochschule Karlsruhe.
Nach der Aufführung seines Orchesterstücks Morphonie – Sektor IV bei den Donaueschinger Musiktagen 1974 fand Rihm in den Folgejahren breite Anerkennung innerhalb des Musikbetriebs. Ab 1982 war er Präsidiumsmitglied des Deutschen Komponistenverbands, ab 1984 Präsidiumsmitglied des Deutschen Musikrats, ab 1985 Kuratoriumsmitglied der Heinrich-Strobel-Stiftung, ab 1989 gehörte er dem Aufsichtsrat der GEMA an. 1984/85 und 1997 war er Fellow am Wissenschaftskolleg zu Berlin und Präsidiumsmitglied des Deutschen Musikrats, 1984 bis 1989 Mitherausgeber der Musikzeitschrift Melos, 1984 bis 1990 musikalischer Berater der Deutschen Oper Berlin, 1990 bis 1993 musikalischer Berater des Zentrums für Kunst und Medientechnologie (ZKM) in Karlsruhe. Auf Einladung von Walter Fink war er 1995 der fünfte Komponist im jährlichen Komponistenporträt des Rheingau Musik Festival. 
Die Freie Universität Berlin würdigte ihn 1998 mit einer Ehrendoktorwürde als Künstler, der „in seinem überaus umfangreichen kompositorischen Werk die Freiheit des Kreativen verkörpert und für eine Ästhetik der Freiheit der Kunst eintritt, der zahlreiche, theoretisch fundierte Schriften verfasst hat, die außerordentliche musikwissenschaftliche Bedeutung besitzen.“ 2013/2014 war er Capell-Compositeur der Sächsischen Staatskapelle Dresden. Im Sommer 2016 übernahm Rihm die künstlerische Gesamtleitung der von Pierre Boulez gegründeten Lucerne Festival Academy. In der Spielzeit 2024/25 war Rihm als Composer in Residence der Berliner Philharmoniker vorgesehen.
Um 2020 erkrankte er an Krebs, am 27. Juli 2024 erlag er seinem Leiden im Alter von 72 Jahren. Wolfgang Rihm lebte in Karlsruhe und Berlin. Er hatte einen Sohn und eine Tochter.

## Einflüsse, Verfahrensweisen und Stilistik
Als Komponist und Musikschriftsteller vertrat Rihm eine Ästhetik, die das subjektive Ausdrucksbedürfnis in den Mittelpunkt stellt. Vorbilder in diesem Sinn waren für ihn Hans Werner Henze, später Karlheinz Stockhausen und noch später Luigi Nono. Darüber hinaus vermittelten ihm literarische Texte wichtige Impulse: die Lyrik Paul Celans, die Philosophie Friedrich Nietzsches, die Theater-Schriften von Antonin Artaud und Heiner Müller. Die von James Joyce formulierte Idee eines „work in progress“ hat ihn insofern beeinflusst, als er seine Stücke gern als Provisorien („Versuche“) betrachtete, die – durch Erweiterung, Ergänzung, Tropierung, Vernetzung und Verflechtung des einmal entwickelten Materials – einander fortlaufend korrigieren oder ergänzen können. Rihm benutzte hierfür gern Metaphern aus der bildenden Kunst und sprach von „Übermalungen“ oder von Bildhauerei: „Ich habe die Vorstellung eines großen Musikblocks, der in mir ist. Jede Komposition ist zugleich ein Teil von ihm, als auch eine in ihn gemeißelte Physiognomie.“
Vergleichbare Verfahren gibt es unter anderem im Schaffen von Pierre Boulez (dieser spricht von „Ableitungen“ und „Wucherungen“). 1973 lernte Rihm den österreichischen Maler Kurt Kocherscheidt kennen, dessen offene, radikale Art des Zeichnens ihn unmittelbar angesprochen hat. Beeinflusst haben ihn ferner junge Künstler der Kunstakademie Karlsruhe, die ab den 1970er Jahren dort lehrten und später zu den bedeutendsten Vertretern der deutschen Malerei der 1980er Jahre wurden, darunter Markus Lüpertz, Georg Baselitz oder Per Kirkeby.
Stilistisch lassen sich grob drei Perioden im Schaffen von Rihm unterscheiden: Seine frühen Stücke knüpfen an eine Tradition an, die sich von den späten Instrumentalwerken Beethovens hin zu Schönberg, Berg und Webern spannt. Wegen ihrer dezidierten Subjektivität wurde Rihms Musik damals gelegentlich der sogenannten Neuen Einfachheit zugerechnet. Ab den 1980er Jahren entwickelt sich ein lakonisch-ausdrucksknapper Stil; Klänge werden als Zeichen („Chiffren“) gedeutet, im Sinne einer neuen Erforschung musikalischer Semantik. Ab den 1990er Jahren erscheinen schließlich diese beiden Positionen als These und Antithese zugespitzt; zugleich sucht Rihm immer wieder Möglichkeiten einer Synthese. Zunehmende Prägnanz der musikalischen Formulierung lässt Gebilde von hoher Virtuosität entstehen. Zu Beginn der 1990er Jahre entwickelte sich Rihms Komponieren „weg von der Emphase des Einzelereignisses hin zu einem Konzept des Fließens, der Gestaltung größerer Zusammenhänge“ (Max Nyffeler). Paradigmatisch dafür ist das kantable Violinkonzert Gesungene Zeit, das 1992 von Anne-Sophie Mutter in Zürich uraufgeführt wurde.

## Kompositionen
Neben zahlreichen Kompositionen für kleinere Besetzungen und drei Symphonien schrieb er auch Bühnenwerke. Von ihm wurde zunächst die Kammeroper Faust und Yorick (1976; mit einem Libretto von Frithjof Haas nach dem gleichnamigen Stück von Jean Tardieu) bekannt. Ein großer Erfolg wurde die 1979 von der Hamburgischen Staatsoper uraufgeführte Kammeroper Jakob Lenz. Zwischen 1983 und 1986 folgte Die Hamletmaschine, ein Musiktheaterstück in fünf Teilen mit einem Libretto nach dem gleichnamigen Theaterstück von Heiner Müller, und 1987 Oedipus nach bzw. mit Texten von Sophokles. 1992 brachte die Hamburger Staatsoper Die Eroberung von Mexico von ihm auf die Bühne. Proserpina (2009), nach dem gleichnamigen Stück von Johann Wolfgang von Goethe im Schwetzinger Schlosstheater, die über Nietzsche phantasierende Oper Dionysos (2010; Salzburg, Berlin, Amsterdam) und ein Hornkonzert (2013–2014) sind seine späteren großen Arbeiten. Rihm wurde mit einer Komposition für die Auftaktveranstaltung in der Hamburger Elbphilharmonie im Großen Saal am 11. Januar 2017 beauftragt. Das NDR Elbphilharmonie Orchester mit Thomas Hengelbrock als Dirigent brachte sein Triptychon und Spruch in memoriam Hans Henny Jahnn dank Radio-, Fernseh- und Online-Übertragungen vor einem europaweiten Millionenpublikum zur Uraufführung.

## Zitat
„Kunst machen heißt immer, sich angreifbar zu machen. Das muss man aushalten, dem muss man sich überlassen. Um unangreifbar zu sein, muss man entweder Kritiker werden oder Bankdirektor. Aber man darf nicht Künstler werden.“

## Texte
Bücher
- Ausgesprochen. Schriften und Gespräche. Hrsg. von Ulrich Mosch. 2 Bände. Amadeus Verlag, Winterthur 1997. Schott Verlag, Mainz 1998, ISBN 3-7957-0395-6.
- mit Reinhold Brinkmann: Musik nachdenken. Con brio Verlag, Regensburg 2001, ISBN 978-3-932581-47-2.
- Offene Enden. Hanser Verlag, München/Wien 2002, ISBN 978-3-446-20142-2.

Einzeltexte (Auswahl)
- Laudatio auf Pierre Boulez. In: Musik-Konzepte 89/90. Hrsg. von Heinz-Klaus Metzger und Rainer Riehn. ISBN 3-88377-506-1, S. 7–15.

## Ausstellungen
- 2012: Zeitgegenstände. Wolfgang Rihm, Städtische Galerie Karlsruhe im Rahmen der Europäischen Kulturtage 2012 Musik baut Europa.
- 2012: Chiffren. Wolfgang Rihm im Kontext des musikalischen Schriftbilds in Europa, Badische Landesbibliothek, 21. März 2012 bis 16. Juni 2012.[12]

## Ehrungen
- 1974: Kompositionspreis der Stadt Stuttgart (für Morphonie; zusammen mit Horst Lohse, Ulrich Stranz und Manfred Trojahn)
- 1976: Förderpreis der Stadt Mannheim (zusammen mit Martin Christoph Redel)
- 1978: Kunstpreis Berlin; Kranichsteiner Musikpreis; Förderpreis zum Reinhold-Schneider-Preis der Stadt Freiburg
- 1979: Stipendium der Stadt Hamburg
- 1979/80: Stipendiat der Villa Massimo in Rom
- 1981: Beethoven-Preis der Stadt Bonn
- 1983: Stipendiat der Cité Internationale des Arts Paris
- 1986: Rolf-Liebermann-Preis (für Die Hamletmaschine)
- 1989: Bundesverdienstkreuz
- 1991: Festredner bei der Eröffnung der Salzburger Festspiele; Musikpreis der Stadt Duisburg; Mitglied der Bayerischen Akademie der Schönen Künste, der Akademie der Künste (Berlin) und der Freien Akademie der Künste Mannheim
- 1996: Mitglied der Deutschen Akademie für Sprache und Dichtung Darmstadt; Preis der Christoph-und-Stephan-Kaske-Stiftung (zusammen mit seinen Schülern)
- 1997: Prix de Composition Musical de la Fondation Prince Pierre de Monaco; Composer in Residence bei den Internationalen Musikfestwochen Luzern und bei den Berliner Philharmonikern
- 1998: Jacob-Burckhardt-Preis der Johann Wolfgang von Goethe-Stiftung Basel; Ehrendoktorwürde der Freien Universität Berlin
- 1999: Bach-Preis der Freien und Hansestadt Hamburg
- 2000: Royal Philharmonic Society Music Award (für Jagden und Formen)[13]; Mitglied der Freien Akademie der Künste Hamburg; Ehrensenator der Hochschule für Musik „Hanns Eisler“ Berlin; Composer in residence bei den Salzburger Festspielen und beim Festival Musica in Straßburg
- 2001: Officier dans l’Ordre des Arts et des Lettres
- 2003: Ernst von Siemens Musikpreis (verliehen am 22. Mai im Münchner Cuvilliés-Theater)
- 2003: (7. November) Eintrag ins Goldene Buch der Stadt Karlsruhe
- 2004: (8. Mai) Verdienstmedaille des Landes Baden-Württemberg
- 2010: Leone d’oro (Biennale in Venedig)
- 2011: Großes Bundesverdienstkreuz[14]
- 2012: Orden Pour le Mérite für Wissenschaften und Künste[15]
- 2013: Capell-Compositeur der Staatskapelle Dresden
- 2014: Robert Schumann-Preis für Dichtung und Musik der Akademie der Wissenschaften und der Literatur Mainz[16]
- 2014: Großes Bundesverdienstkreuz mit Stern
- 2014: Bayerischer Maximiliansorden für Wissenschaft und Kunst
- 2015: Ehrenzeichen des Landes Salzburg
- 2015: Grawemeyer Award for music composition
- 2016: Mitglied der Académie royale des Sciences, des Lettres et des Beaux-Arts de Belgique[17]
- 2017: Preis der Europäischen Kirchenmusik
- 2018: Preis der ökumenischen Stiftung Bibel und Kultur[18]
- 2019: Deutscher Musikautorenpreis (Ehrenpreis) der GEMA für das Lebenswerk[19]
- 2022: Rubinfestnadel der Salzburger Festspiele; Composer in Residence bei den Sommets Musicaux de Gstaad

### Monographien, Sammelbände
- Christian FP Kram: Die Entwicklung der musikalischen Sprache in Wolfgang Rihms Klavierliedern. "Alles ist innig", Baden-Baden 2025 (Dresdner Schriften zur Musik, Bd. 19), ISBN 978-3-68900-267-1
- Eleonore Büning: Wolfgang Rihm. Über die Linie. Die Biografie. Benevento, Salzburg 2022, ISBN 978-3-7109-0147-8.[20]
- Stephan Mösch (Hrsg.): Komponieren für Stimme. Von Monteverdi bis Rihm. Bärenreiter, Kassel 2017, ISBN 978-3-7618-2379-8.
- Antonio Baldassarre (Hrsg.): Gegen die diktierte Aktualität – Wolfgang Rihm und die Schweiz. Für Wolfgang Rihm zum 60. Geburtstag. Hollitzer, Wien 2012, ISBN 978-3-99012-081-1.
- Joachim Brügge: Wolfgang Rihms Streichquartette. Pfau, Saarbrücken 2004 (mit Bibliographie).
- Nicolas Darbon: Wolfgang Rihm et la Nouvelle Simplicité. Éditions Millénaire III, 2008, ISBN 978-2-911906-17-6.
- Wolfgang Hofer (Hrsg.): Ausdruck – Zugriff – Differenzen. Der Komponist Wolfgang Rihm. Symposion, 14. und 15. September 2002, Alte Oper Frankfurt am Main. Schott, Mainz 2003, ISBN 3-7957-0483-9 (Edition Neue Zeitschrift für Musik).
- Beate Kutschke: Wildes Denken in der Neuen Musik. Die Idee vom Ende der Geschichte bei Theodor W. Adorno und Wolfgang Rihm. Königshausen & Neumann, 2002.
- Dieter Rexroth (Hrsg.): Der Komponist Wolfgang Rihm. Schott, Mainz 1985, ISBN 3-7957-2460-0.
- Frieder Reininghaus: Rihm. Der Repräsentative. Neue Musik in der Gesellschaft der Bundesrepublik Deutschland. Königshausen & Neumann, Würzburg 2021, ISBN 978-3-8260-7445-5.[20]
- Ulrich Tadday (Hrsg.): Musik-Konzepte: Sonderband Wolfgang Rihm. (Beiträge von Josef Häusler, Jürg Stenzl, Nike Wagner, Siegfried Mauser, Wilhelm Killmayer, Ulrich Dibelius, Rudolf Frisius, Dieter Rexroth, Thomas Schäfer, Joachim Brügge, Reinhold Brinkmann, Ivanka Stoianova). edition text + kritik, München 2004, ISBN 3-88377-782-X.
- Lotte Thaler: „Alles kommt ans Licht“. Gespräche mit Wolfgang Rihm. Caprices 15. Wolke, Hofheim am Taunus 2022, ISBN 978-3-95593-315-9.
- Reinhold Urmetzer: Wolfgang Rihm. Patricia Schwarz, Stuttgart 1988, ISBN 3-925911-18-9.

### Einzelstudien, Aufsätze
- Reinhold Brinkmann: Vom Pfeifen und von alten Dampfmaschinen. Aufsätze zur Musik von Beethoven bis Rihm. Paul Zsolnay Verlag, Wien 2006.
- Achim Heidenreich: Zum Begriff Chaos und Zufall im Musikdenken von Wolfgang Rihm. In: Karl-Josef Müller (Hrsg.): Chaos und Zufall. Mainz 1994, S. 87–99.
- Achim Heidenreich: Ein Rhythmus im Alltäglichen. Wolfgang Rihm in Darmstadt. In: Rudolf Stephan, Lothar Knessl, Otto Tomek, Klaus Trapp, Christopher Fox (Hrsg.): Von Kranichstein zur Gegenwart. 50 Jahre Darmstädter Ferien-Kurse für Neue Musik. Darmstadt 1996, S. 487–493.
- Ulrich Mosch: Das Werk Wolfgang Rihms im Kontext der musikalischen Tradition. In: J. P. Hiekel et al. (Hrsg.): Musik inszeniert. Schott Verlag, Mainz 2006 (Veröffentlichungen des Instituts für Neue Musik und Musikerziehung Darmstadt, 46), S. 111–125.
- Carole Nielinger-Vakil: Quiet Revolutions. Hölderlin Fragments by Luigi Nono and Wolfgang Rihm. In: Music & Letters, Vol. 81, 2 (2000), S. 245–274.
- Martin Schmeding: Das Orgelwerk von Wolfgang Rihm. Einflüsse und Impulse eines „Ermöglichungsinstruments“. Dissertation an der Hochschule für Musik Carl Maria von Weber Dresden. Edition Text + Kritik, München 2022, ISBN 978-3-96707-624-0.
- Dörte Schmidt: Lenz im zeitgenössischen Musiktheater. Literaturoper als kompositorisches Projekt bei Bernd Alois Zimmermann, Friedrich Goldmann, Wolfgang Rihm und Michèle Reverdy. Metzler, Stuttgart und Weimar 1997, ISBN 3-476-00932-7.
- Viviane Waschbüsch: Rihm und Artaud. Die Umsetzung des Theaters der Grausamkeit in Die Eroberung von Mexico von Wolfgang Rihm. Wolke, Hofheim 2016, ISBN 3-95593-073-4.
- Jean-Noël von der Weid: La musique du XXe siècle. De Debussy à Rihm. Fayard, coll. Pluriel, Paris 2010, S. 418, 481–490.
- Jean-Noël von der Weid: Le flux et le fixe. Peinture et musique. Rihm et Dionysos. Fayard, Paris 2015, S. 10, 37, 45–46.
- Alastair Williams: Voices of the Other. Wolfgang Rihm’s Music Drama “Die Eroberung von Mexico”. In: Journal of the Royal Musical Association, 129, 2 (2004), S. 240–271.

## Film
- Neue Töne in Berlin – Der Komponist Wolfgang Rihm, 52 min, Deutschland 1999, ZDF/ARTE-Dokumentation, Regie: Holger Preuße, Felix Schmidt Kamera: Svea Andersson Ton: Anke Möller
- Wolfgang Rihm – Das Vermächtnis, 60 min, Deutschland 2019, SWR-2, Regie: Victor Grandits und Magdalena Adugna. ARD Mediathek.

## Schüler
- Helmut Bieler-Wendt (* 1956)
- Sabine Schäfer (* 1957)
- Peter Manfred Wolf (* 1958)
- Andreas Grün (* 1960)
- Christian Henking (* 1961)
- Christoph Grund (* 1961)
- Martin Münch (* 1961)
- Stefan Bartling (* 1963)
- Andrea Csollány (* 1964)
- Andreas Raseghi (1964–2024)
- Thorsten Töpp (* 1965)
- Dietrich Eichmann (* 1966)
- Markus Hechtle (* 1967)
- Rebecca Saunders (* 1967)
- Thomas Heinisch (* 1968)
- Boris Yoffe (* 1968)
- Christian Utz (* 1969)
- Matthias Ockert (* 1970)
- Daniel N. Seel (* 1970)
- Jan Kopp (* 1971)
- Andrea Lorenzo Scartazzini (* 1971)
- Vykintas Baltakas (* 1972)
- Kateřina Růžičková (* 1972)
- Anton Safronov (* 1972)
- Carl Christian Bettendorf (* 1973)
- Age Hirv (* 1973)
- Julian Klein (* 1973)
- Jörg Widmann (* 1973)
- David Philip Hefti (* 1975)
- Márton Illés (* 1975)
- Heera Kim (* 1976)
- Stefan Pohlit (* 1976)
- Demir Durukan
- Johannes Motschmann (* 1978)
- Patrick Sutardjo (* 1978)
- Vito Žuraj (* 1979)
- Dohun Lee (* 1979)
- Jan Masanetz (* 1979)
- Birke Bertelsmeier (* 1981)
- Jagoda Szmytka (* 1982)
- Luke Styles (* 1982)
- Günay Mirzayeva (* 1985)
- Kathrin A. Denner (* 1986)
- Nico Sauer (* 1986)
- Chenkang Ni (* 1988)
- Brian Questa (* 1988)
- Medine Mijiti (* 1988)
- Viviane Waschbüsch (* 1989)
- Minzuo Lu (* 1991)
- Franz Ferdinand August Rieks (* 1998)